# ボーモント (テキサス州)
ボーモント（Beaumont）は、アメリカ合衆国テキサス州の都市。ジェファーソン郡の郡庁所在地である。人口は11万5282人（2020年） 。ヒューストンの東130km、ルイジアナ州境の西40kmに位置する。近隣のポートアーサーやオレンジと共に形成している「ゴールデン・トライアングル」と呼ばれる都市圏は4郡にまたがる。
ボーモントは1901年にスピンドルトップの油田が発見されて以来、テキサスで最初の石油産業の街として、また全米有数の港湾であるボーモント港を前面に抱える港湾都市として発展してきた。ボーモント港の周辺には石油精製施設が建ち並んでいる。しかしその一方で、石油化学産業による深刻な大気汚染も取り沙汰されている。
また、一帯は20世紀初頭に日本人が移入し、稲作を広めた地でもある。新潟県長岡市出身の実業家、岸吉松は1907年、当時ボーモント東郊にあったテリーという町に「キシ・コロニー」と呼ばれた日本人入植地を創設し、稲作農家を中心に日系人移民を集めた。やがて岸はキシ・コロニーで発見された石油の採掘で財を成し、「バロン・キシ」と呼ばれた。この油田には山本五十六も関心を示した。

## 歴史
1835年、ニューヨーク州出身の実業家ヘンリー・ミラードがマサチューセッツ州出身のジョセフ・P・プルシファーと共に設立した会社、J・P・プルシファー・アンド・カンパニーはネッチ川のほとりに50エーカー（約20ha）の土地を購入し、ボーモントの町を創設した。町の名はその前年にニューオーリンズで死去したミラードの妻で、ミシシッピ州ナチェズの豪商の娘であったメアリーの旧姓からつけられた（ナチェズに住んでいた義兄ジェファーソン・ボーモントにちなんでつけられたという説もある）。1838年にボーモントは正式な町となった。

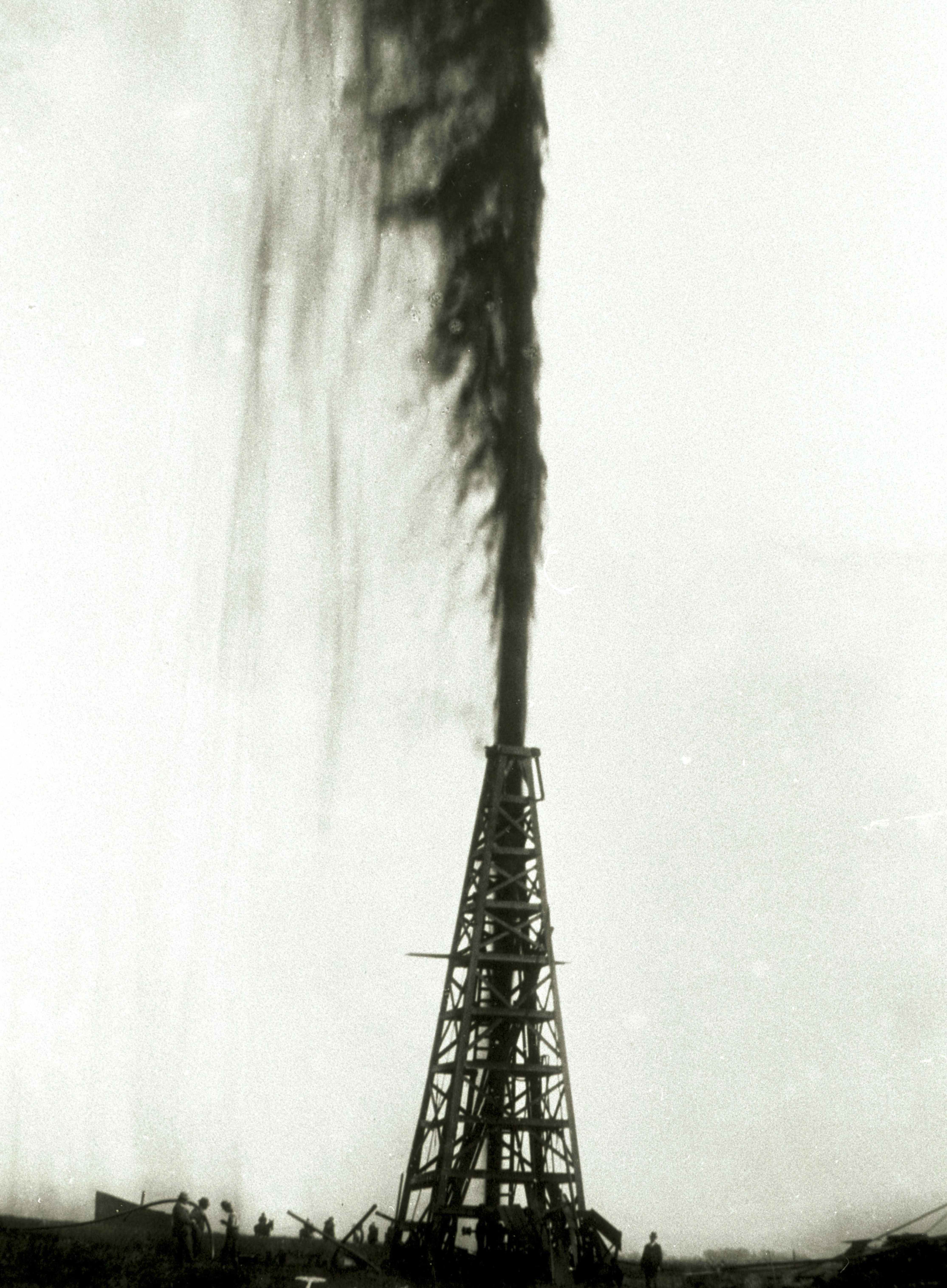
スピンドルトップの油井（1901年）

ボーモントはその初期から起業によって栄えてきた。創設されて間もない頃は不動産、交通、小売が、後に鉄道、建設、材木販売、コミュニケーションが興った。こうした産業により、ボーモントは牛の牧畜や農業の小中心地となった。南北戦争後の鉄道の復旧と延伸により、19世紀後半にはボーモントは製材ブームとなった。やがて1880年代、川に蒸気船が行き交うようになると、ボーモントは製材と米の籾摺りの中心地となった。1892年に創設されたボーモント・ライス・ミルは、テキサス州で最初の籾摺り所であった。1900年代初頭には、ボーモントはサザン・パシフィック、カンザスシティ・サザン、アッチソン・トピカ・アンド・サンタフェ、ミズーリ・パシフィックといった鉄道の路線が集中する、鉄道交通のハブとなっていた。
1901年1月、ボーモント南東のスピンドルトップで油田が発見されると、ボーモントは瞬く間に石油産業で栄え始めた。 1901年1月に9,000人であった人口は、わずか2ヵ月後の3月にはその3倍以上の30,000人に達した。ボーモント東郊のテリーに入植した岸吉松が1907年に創設し、稲作を行っていた日本人入植地、「キシ・コロニー」でも1919年に石油が見つかった。岸はこの石油資源に関心を示した山本五十六との会合の後、オレンジ石油会社を設立して財を成した。
1920年代に活動した博愛主義者、ウィリアム・キャスパー・ティレルはボーモント港の整備、地元の米産業、郊外の開発、公立図書館化目的でのファースト・バプテスト教会への寄付といった様々なプロジェクトに寄与し、ボーモントに経済・文化両面での発展をもたらした。ファースト・バプテスト教会は2002年にティレル歴史図書館になった。
第二次世界大戦中には、ボーモントは造船の中心地となり、テキサス州内の農村に住んでいた労働者が高給を求めてボーモントに殺到した。しかしその一方で、住宅供給の逼迫や人種間の緊張の高まりといった問題も抱えていた。1943年、黒人男性による白人女性への強姦事件をきっかけに、ペンシルベニア造船所の労働者約2,000人が決起し、やがて「1943年のボーモント暴動」と呼ばれる人種暴動へとつながった。

## 地理

ジェファーソン郡内の位置

ボーモントは北緯30度4分48秒 西経94度7分36秒 / 北緯30.08000度 西経94.12667度に位置している。テキサス州南東部、メキシコ湾岸の平野部に位置し、平均標高は約5m、海岸線からは約50km内陸に入っている。ヒューストンからは東へ約130km、ニューオーリンズからは西へ約420km、テキサス・ルイジアナ州境からは西へ約40kmである。
アメリカ合衆国国勢調査局によると、ボーモント市は総面積222.6km²（85.9mi²）である。このうち220.2km²（85.0mi²）が陸地で2.4km²（0.9mi²）が水域である。総面積の1.07%が水域となっている。市の東にはメキシコ湾へと注ぐネッチ川が、また市の北にはパイン・アイランド・バイユーが流れている。ダウンタウンはネッチ川の西岸に広がっている。ネッチ川にはリバーフロント・パークの対岸に浮かぶトリニティ・アイランドや、ハーバー・アイランド、スミス・アイランド、クラーク・アイランドといった中洲がある。この地へのヨーロッパ人の入植が始まる以前は、一帯には無数の小川が流れていたが、入植が始まってからはその多くは埋め立てられたか、あるいは排水路へと姿を変えた。

### 気候

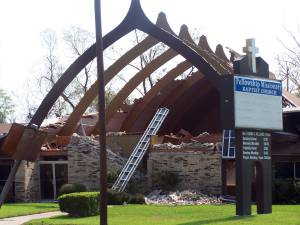
ハリケーン・リタの影響で大破した教会

ボーモントの気候はメキシコ湾の暖流の影響を受けている亜熱帯性の気候で、ケッペンの気候区分では温暖湿潤気候（Cfa）に属する。夏は非常に蒸し暑く、7月・8月となると最高気温は30℃を超えるのが常で、最高気温の平均は33℃に達し、湿度が高いため体感気温はそれ以上となる。湿度が高いため夜になっても気温はあまり下がらず、最低気温の平均は23℃ほどである。冬は総じて温暖で、最も寒い1月でも月平均気温は10℃、最高気温の平均は15℃、最低気温の平均でも5℃で、氷点下に下がることはほとんどない。
ボーモントとその周辺はテキサス州内で最も降水量の多い地域で、2月から4月にかけては他の月よりもやや少ないものの月間90mm程度の降水量があり、最も多い6月には月間150mmを超える。年間降水量は1,400mmを超える。冬の降雪はまれに見られる。
ボーモントと周辺一帯はハリケーンに見舞われやすい土地である。2005年9月には、ボーモントはハリケーン・リタの直撃を受けた。このとき、サウスイースト・テキサス地域空港（現称: ジャック・ブルックス地域空港）は閉鎖され、住民には2週間にわたって避難命令が出された。避難命令は2008年にハリケーン・アイクがガルベストンに上陸した際にも出された。
|               | 1月   | 2月  | 3月  | 4月  | 5月   | 6月   | 7月   | 8月   | 9月   | 10月  | 11月  | 12月  | 年      |
| ------------- | ----- | ---- | ---- | ---- | ----- | ----- | ----- | ----- | ----- | ----- | ----- | ----- | ------- |
| 平均気温（℃） | 9.8   | 11.6 | 15.7 | 20.0 | 23.6  | 26.7  | 27.9  | 27.7  | 25.3  | 20.4  | 15.7  | 11.6  | 19.7    |
| 降水量（mm）  | 116.8 | 91.4 | 91.4 | 88.9 | 134.6 | 154.9 | 124.5 | 106.7 | 149.9 | 119.4 | 114.3 | 121.9 | 1,414.7 |

### 建築物

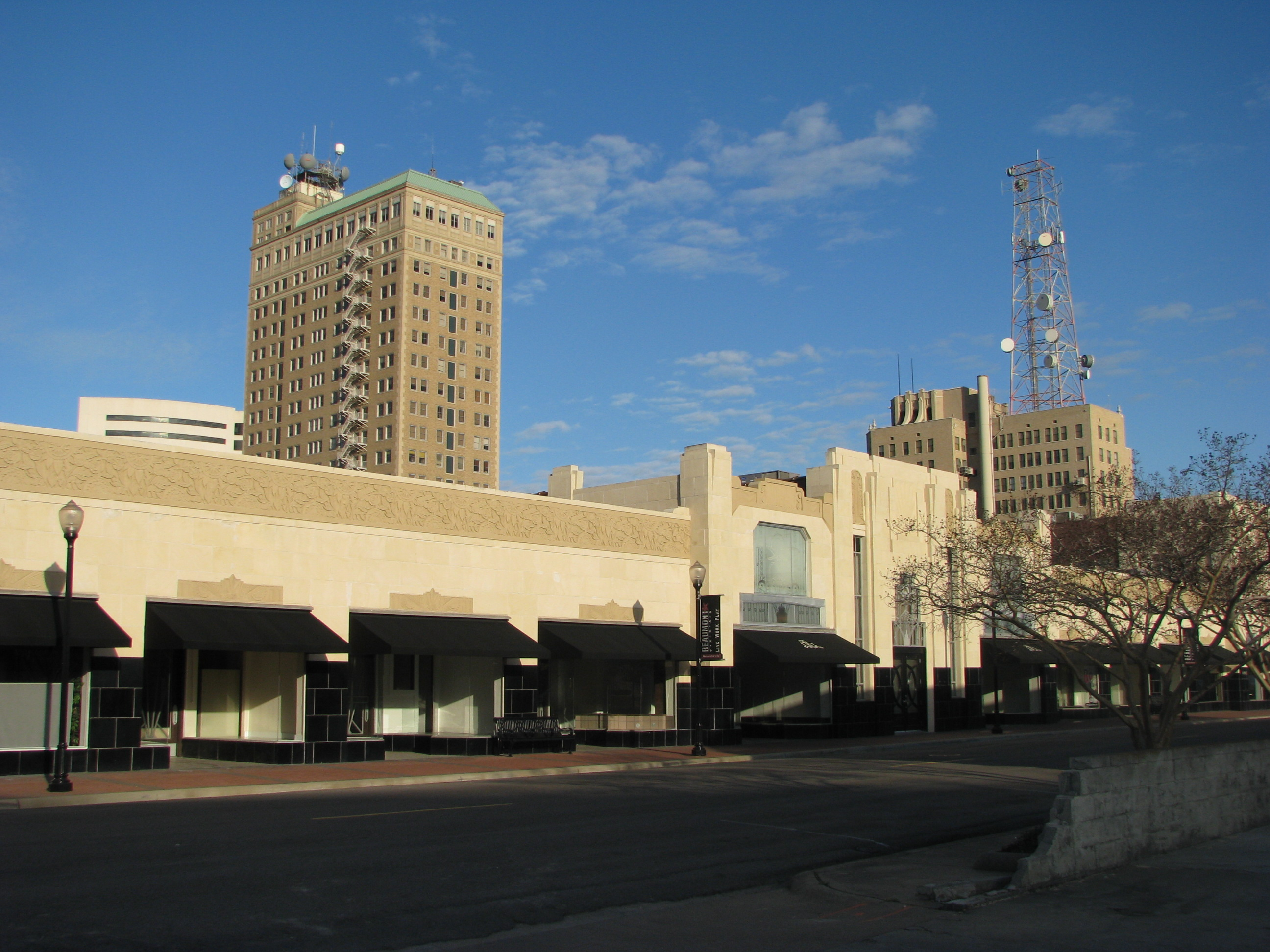
カイル・ブロック（手前）とエドソン・ホテル（左奥）

ボーモントの主要な建物のほとんどは、ボーモントにおける石油産業が隆盛にあった1920年代から1930年代にかけて建てられたものである。4面に直径5.2mの時計を配した時計塔が特徴的な15階建てのサンジャシント・ビルディングは1921年に建てられた。翌1922年には、サンジャシント・ビルディングの向かいに、アトランタのワインコフ・ホテルに似せて設計された11階建てのホテル・ボーモントが建てられた。その後も1925年に12階建てのアメリカン・ナショナル・バンク・ビルディング（現オーリンズ・ビルディング）が、1926年には同じく12階建てのグッドヒュー・ビルディングが、1927年には12階建てのラ・サール・ホテル（1994年に取り壊し）が、そして1928年には20階建て、高さ73.2mのエドソン・ホテルが建てられた。
1930年代に入ると、ボーモントにもアール・デコ調の建物が登場した。特に著名なものとしては、1931年に完成した、ボーモント港の近くに立地する14階建てのジェファーソン郡地方裁判所が挙げられる。また、1933年に建てられた、11の店舗が並ぶカイル・ブロックは、テキサス州におけるアール・デコ調の商業施設用建築物として最も優れた例の1つとされている。
しかしその後は、1961年にセンチュリー・タワーが立てられるまで、著名な建物が新たに建てられることはなかった。現在のボーモントで最も高い建築物は1987年に完成したエディソン・プラザで、17階建て、高さは77.4mである。

## 政治

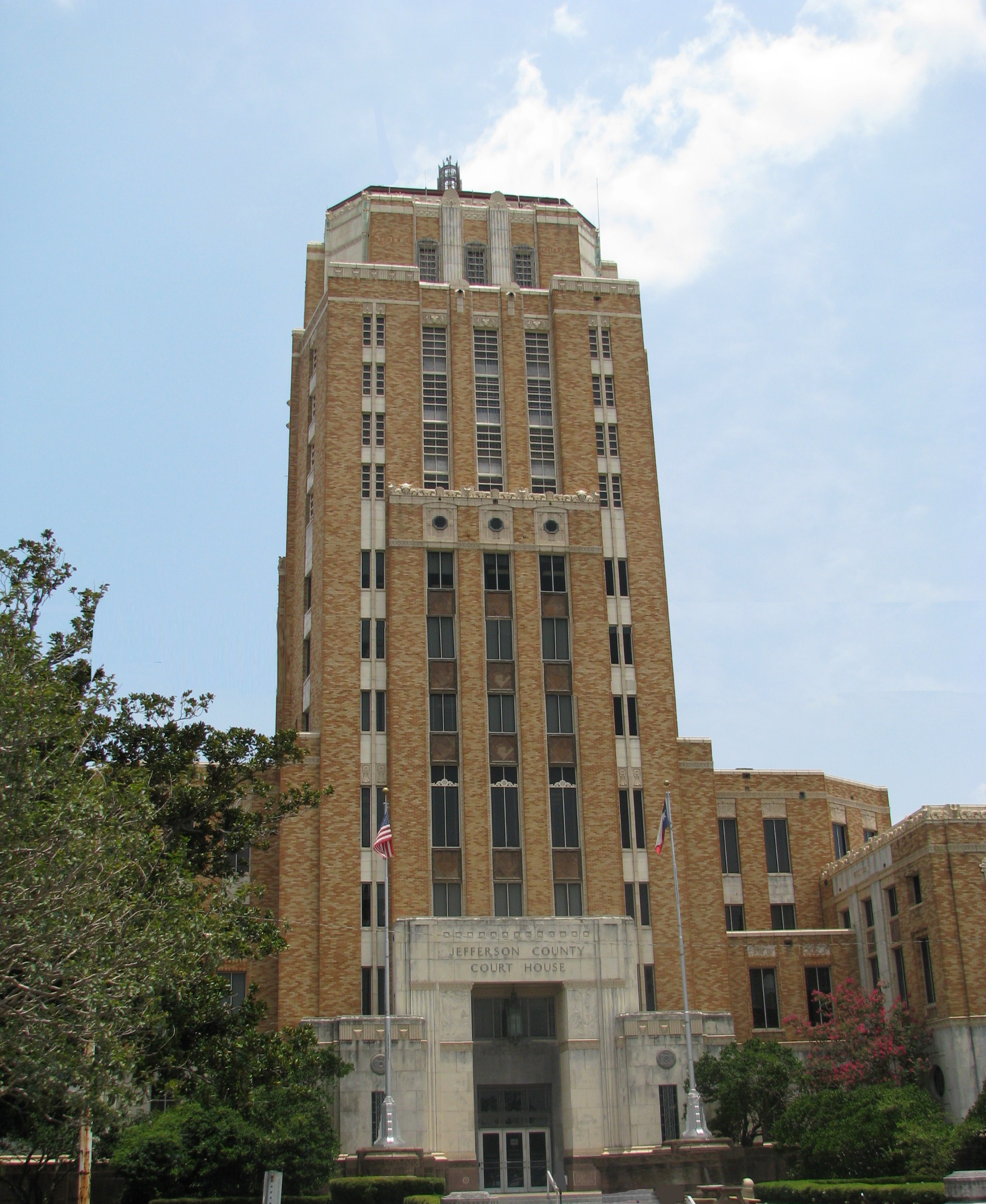
ジェファーソン郡地方裁判所

ボーモントはシティー・マネージャー制を採っている。市長および市議会は条例を制定・施行し、予算を承認し、政策を決定し、市弁護士、事務官、政務官やシティー・マネージャーを任命する。市議会は6名の議員から成っており、市を4つに分けた選挙区から各1名、およびワイルドカードで2名が選出される。市長および市議会議員の任期は2年で、選挙は隔年で奇数年に行われる。
州議会議員選挙においては、ボーモントは下院第21選挙区および第22選挙区、上院第4選挙区に属している。また、連邦議会下院議員選挙においては、ボーモントはテキサス第2選挙区に属している。この選挙区においては、1846年に創設されて以来民主党の勢力が強く、1849年から2005年までの156年間にわたって民主党が議席を維持してきたが、2003年のテキサス選挙区割変更の影響もあり、2005年に共和党が初めて議席を獲得した。
また、ボーモントには州の機関も2つ置かれている。テキサス州交通局（TxDOT）は、州内に24ヶ所ある地区事務所の1つをボーモントに置いている。州内に14ヶ所ある控訴裁判所のうちの1つ、テキサス州第9控訴裁判所はジェファーソン郡地方裁判所内に置かれている。

## 交通

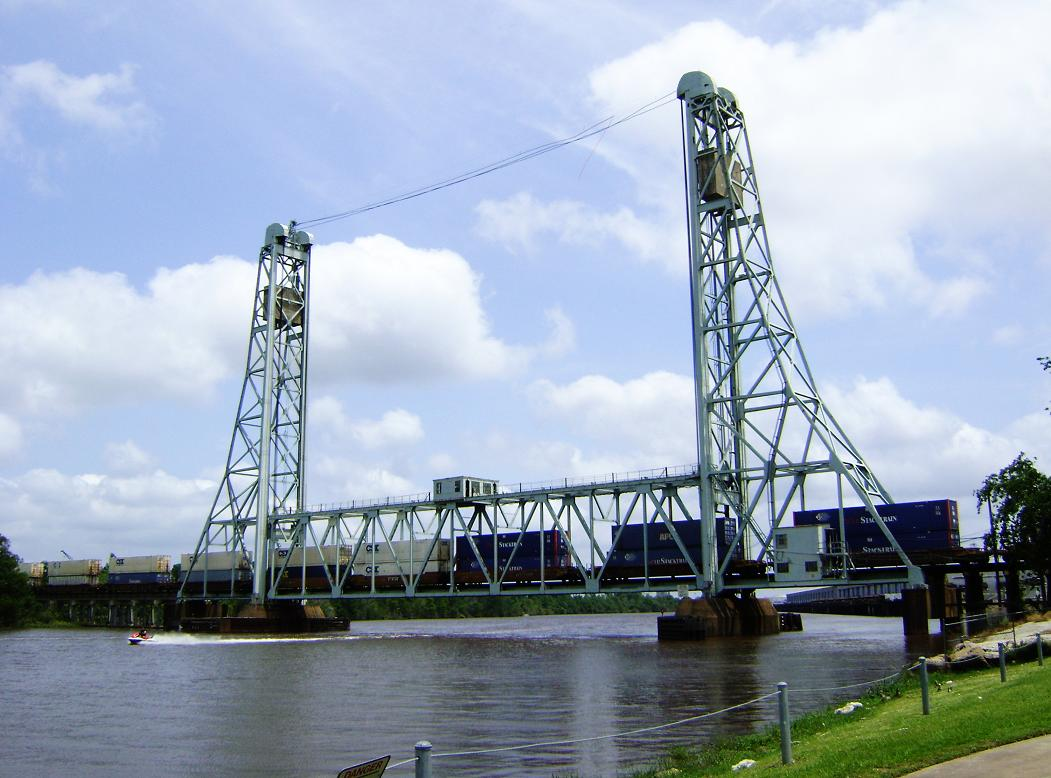
ネッチ川に架かる昇開橋

ボーモントに最も近い商業空港は市の中心部から南東へ約16km、ボーモントとポートアーサーの中間に立地するジャック・ブルックス地域空港（旧名称: サウスイースト・テキサス地域空港、IATA: BPT）である。しかし、この空港に発着している定期旅客便はコンチネンタル航空によるヒューストンのジョージ・ブッシュ・インターコンチネンタル空港からの便のみである。同社最大のハブ空港であるジョージ・ブッシュ・インターコンチネンタル空港はボーモントから直接利用可能な距離であり、市の中心部から車で1時間40分ほどである。
ボーモントにはアメリカ合衆国南西部・南部を東西に横断する幹線、州間高速道路10号線が通っている。ボーモントには環状道路はないが、北西郊のランバートンの近く、および南東郊のネダーランズの近くまで高速道路規格の道路がI-10から分岐する形で延びている。
ボーモント駅はアムトラックの駅である。ロサンゼルスとニューオーリンズを結んで週3便運行されている長距離列車サンセット・リミテッド号が停車する。また、ダウンタウンにあるグレイハウンドのバスターミナルからはヒューストンやバトンルージュへのバスが発着する。
市内の公共交通としては、ボーモント市営交通システムとして9系統の路線バスが運行されている。これらのバスの路線は2000年10月にダウンタウン再生事業の一環として設けられたダネンバウム・ステーションというバスターミナルを中心として放射状に設定されている。

## 教育
レイマー大学は市の南東部にキャンパスを置いている。この州立大学は1923年にサウスパーク短期大学として創設され、第二次世界大戦後の1949年に4年制大学に移行してレイマー州立工科大学に改称された後、1971年に現称に改称された。4年制大学に移行した際に工科大学であったことから、総合大学となった後も、同学は理工系の分野に特に重きを置いている。1995年には同学はテキサス州立大学システムに編入された。
ボーモントにおけるK-12課程はボーモント独立学区の管轄下にある公立学校によって支えられている。この学区は小学校18校、中学校7校、高校3校を有し、約20,000人の児童・生徒を抱えている。また、カトリック教会のボーモント司教区はボーモント市内に小学校3校（うち2校は小中一貫教育校）と高校1校、ポートアーサーに小中一貫教育校1校、オレンジに小中一貫教育校1校を運営している。

## 文化
| 左: ジェファーソン・シアター 右: ジュリー・ロジャース・シアター |  | 左: ジェファーソン・シアター 右: ジュリー・ロジャース・シアター |
| 左: ジェファーソン・シアター 右: ジュリー・ロジャース・シアター |  |                                                                 |

ダウンタウンのホテル・ボーモントの隣には、ボーモントを代表する劇場であるジェファーソン・シアターが建っている。この劇場は1927年に建てられ、オーケストラの公演やパイプオルガンの演奏、映画の上演といった様々な演技芸術の場を提供してきた。1970年代に経済的困窮により劇場は一時寂れたものの、保全と改修によって蘇った。ジェファーソン・シアターは1978年に国家歴史登録財に指定された。ボーモントを代表するもう1つの劇場、ジュリー・ロジャース・シアターは、サウスイースト・テキサス交響楽団、ボーモント・シビック・オペラ、ボーモント・シビック・バレー、およびボーモント・バレー・シアターが本拠としている。1,681席を有するこの劇場は、もともとは1928年に市庁舎として建てられ、後に改装されたものである。このジュリー・ロジャース・シアターからメイン・ストリートを隔てて立地するシビック・センターは6,500席のアリーナを有し、これまでマイケル・ボルトン、ティム・マッグロウ、フェイス・ヒルのコンサートや、ビル・コスビーの公演などを行ってきた。

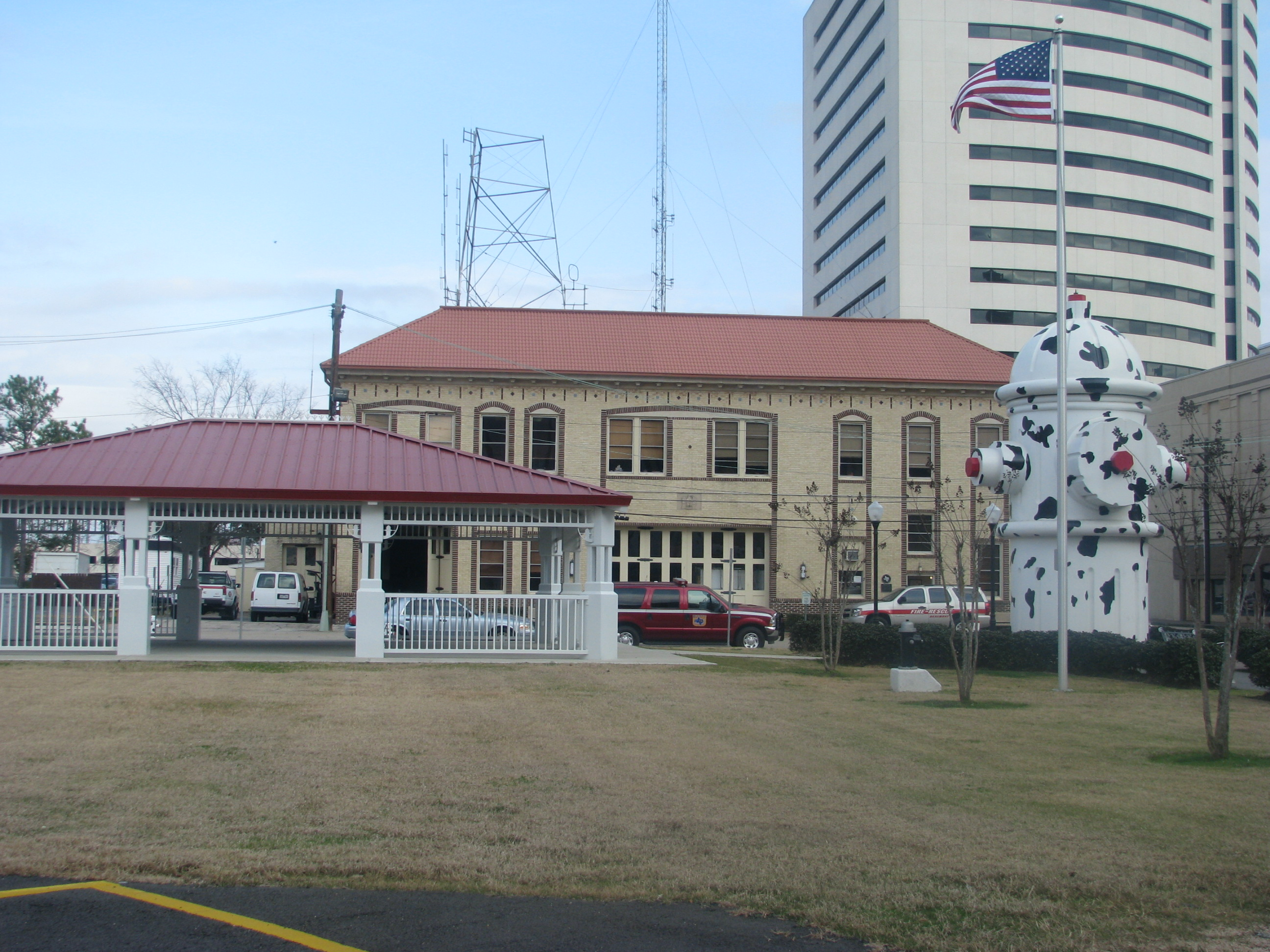
テキサス・サイズの消火栓が特徴的なテキサス消防博物館

シビック・センターから程近くに立地するサウスイースト・テキサス美術館は、主に19世紀以降のアメリカ芸術の作品を展示しているほか、芸術教育プログラムも提供している。エジソン博物館はトーマス・エジソンの発明品を展示し、またエジソンに関する文献を集めた図書館を有している。テキサス消防博物館は、かつて消防活動に使われていた道具や、防火に関する展示物を展示している。この博物館の前庭には巨大な消火栓が設置され、博物館のシンボルとなっている。1906年に建てられ、実業家ウィリアム・マクファディンとその一家が住んだボザール様式の豪邸は、1971年に国家歴史登録財に指定された後、1986年より博物館として公開されている。

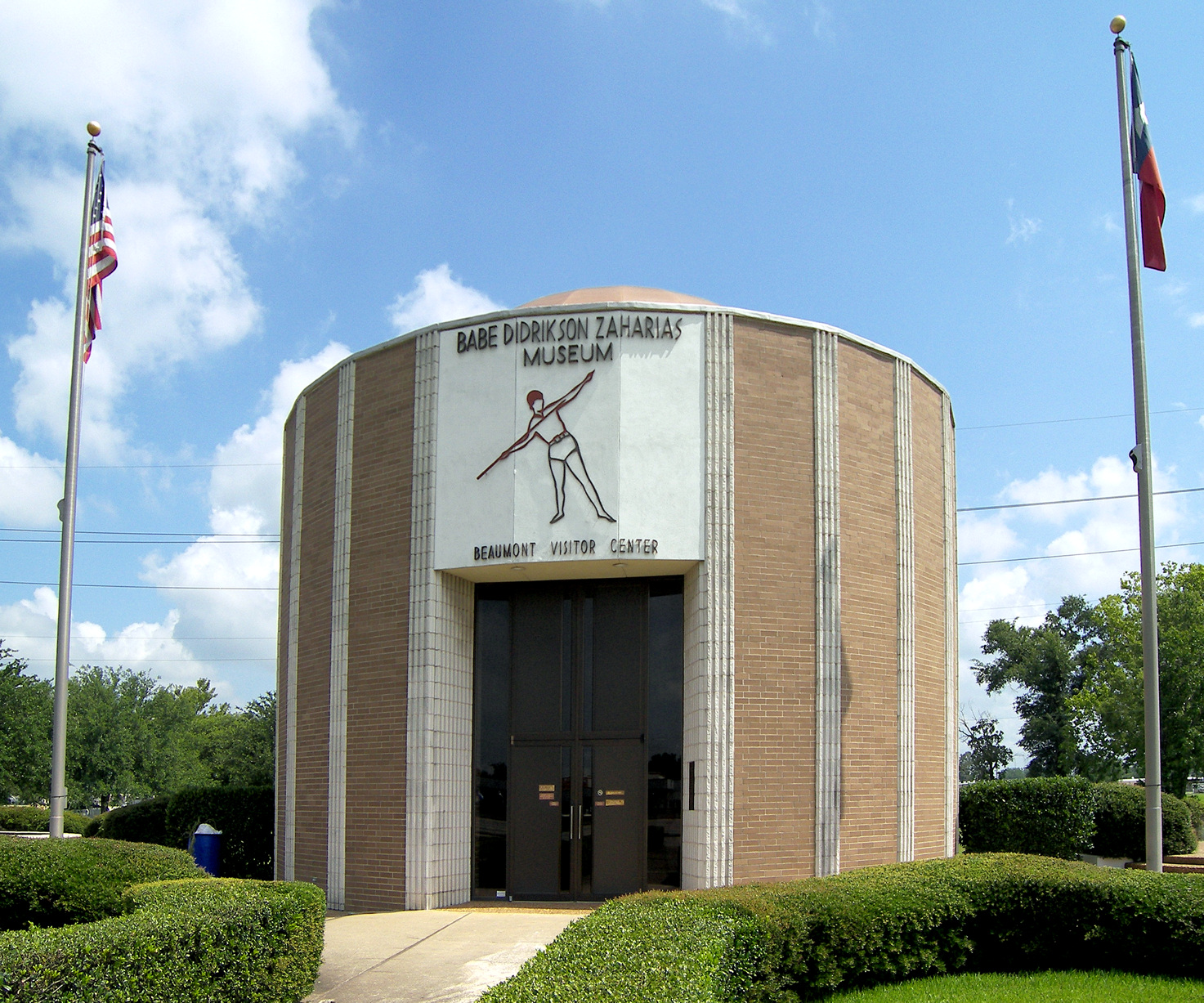
ベーブ・ザハリアス記念館

ダウンタウンの北、I-10沿いには近隣のポートアーサーで生まれ、ボーモントで育った「女子スポーツの母」、ベーブ・ディドリクソン＝ザハリアスを記念して設けられたベーブ・ザハリアス公園がある。園内にはベーブ・ザハリアス記念館が立地している。また、市の南西部に広がるティレル公園内にはボーモント植物園がある。この植物園は庭園と温室の両方を有している。庭園の敷地内にはツバキやバラなど特定の植物を栽培している庭園や日本庭園もある。温室内では主に熱帯植物が栽培されているほか、人工の滝や錦鯉の泳ぐ池も設けられている。
毎年3月の終わりごろから4月初めにかけては、ボーモントでは南テキサス・ステート・フェアが行われる。この祭りでは家畜の品評会や商品の展示会、カーニバル、野外コンサートなどが行われる。会場内の模擬店では、バーベキューなど他州・他地域のステート・フェアでもよく見かける料理のほか、テキサス・ルイジアナ州境に程近い地理的要素を反映し、テクス・メクス料理やケイジャン料理も出される。この祭りは地元の青年ビジネス連盟 (YMBL) が主催している。

## 人口動態

### 都市圏人口
ボーモントの都市圏を形成する各郡の人口は以下の通りである（2010年国勢調査）。
ボーモント・ポートアーサー都市圏
| 郡               | 州         | 人口      |
| ---------------- | ---------- | --------- |
| ジェファーソン郡 | テキサス州 | 252,273人 |
| オレンジ郡       | テキサス州 | 81,837人  |
| ハーディン郡     | テキサス州 | 54,635人  |
| ニュートン郡     | テキサス州 | 14,445人  |
| 合計             | 合計       | 403,190人 |

### 市域人口推移
以下にボーモント市における1890年から2010年までの人口推移をグラフおよび表で示す。
| 統計年 | 人口      |
| ------ | --------- |
| 1890年 | 3,296人   |
| 1900年 | 9,427人   |
| 1910年 | 20,640人  |
| 1920年 | 40,422人  |
| 1930年 | 57,732人  |
| 1940年 | 59,061人  |
| 1950年 | 94,014人  |
| 1960年 | 119,175人 |
| 1970年 | 117,548人 |
| 1980年 | 118,067人 |
| 1990年 | 114,177人 |
| 2000年 | 113,866人 |
| 2010年 | 118,296人 |

## 姉妹都市
ボーモントは以下1都市と姉妹都市提携を結んでいる。
- 別府市（日本・大分県）[34]

## 註
1. ↑  “Quickfacts.census.gov”. 2023年11月8日閲覧。
2. ↑  Rhor, Monica. Texas toxic town lures industry while residents wheeze. Associated Press. 2007年10月20日.
3. ↑  Linsley, Judith and Ellen Rienstra. Millard, Henry. Handbook of Texas Online.
4. ↑  Schaadt, Robert L. The Business of Beaumont Prior to 1880. Texas Gulf Historical and Biographical Record. Vol.42. pp.34-53. 2006年.
5. ↑  Recalling Kishi. The Beaumont Enterprise.
6. ↑  Smith, Carolyn Davis. Captain William Casper Tyrrell: Philanthropist Extraordinaire and the Legacy of Philanthropy in Beaumont. Texas Gulf Historical and Biographical Record. Vol.38. pp.5-18. 2002年.
7. ↑  Beaumont Riot of 1943. Handbook of Texas Online.
8. 1 2  Historical Weather for Beaumont, Texas, United States of America. Weatherbase.com.
9. ↑  San Jacinto Building. Emporis.com.
10. ↑  Edson Hotel. Emporis.com.
11. ↑  Jefferson County Courthouse. Emporis.com
12. ↑  Kyle Block. 1930s, Houston Deco. Greater Houston Preservation Alliance.
13. ↑  Edison Plaza. Emporis.com.
14. ↑  Mayor and City Council Archived 2011年5月3日, at the Wayback Machine.. City of Beaumont, Texas.
15. ↑  Ward Maps. City of Beaumont, Texas. 2005年1月7日.（PDFファイル）
16. ↑  House District 21, House District 22, Senate District 4. Texas Legislative Council.（PDFファイル）
17. ↑  Texas Congressional District 2. Texas Legislative Council.（PDFファイル）
18. ↑  Beaumont District. Texas Department of Transportation.
19. ↑  Contact Information. Ninth Court of Appeals, State of Texas.
20. ↑  Sunset Limited. Amtrak.
サンセット・リミテッド号は本来はロサンゼルスとオーランドを結んでいるが、2005年のハリケーン・カトリーナおよびハリケーン・リタの影響によりニューオーリンズ以東は無期限運休となっており、復旧のめどはついていない。
21. ↑  Schedules, Dannenbaum Station. Beaumont Municipal Transit System. 2003年10月21日.
22. ↑  History. Texas State University System.
23. ↑  About Us, Campuses. Beaumont Independent School District.
24. ↑  Schools Directory. Diocese of Beaumont.
25. ↑  Jefferson Theatre Archived 2011年7月19日, at the Wayback Machine.. Beaumont Civic Center Complex.
26. ↑  Julie Rogers Theatre for the Performing Arts Archived 2010年9月18日, at the Wayback Machine.. Beaumont Civic Center Complex.
27. ↑  Civic Center Archived 2011年7月19日, at the Wayback Machine.. Beaumont Civic Center Complex.
28. ↑  Home. Art Museum of Southeast Texas.
29. ↑  Home. Edison Museum.
30. ↑  History Archived 2007年1月27日, at the Wayback Machine.. The McFaddin-Ward House.
31. ↑  General Information, History, Virtual Tour. Beaumont Botanical Gardens.
32. ↑  South Texas State Fair. Young Men's Business League.
33. ↑  “Quickfacts.census.gov-JC”. 2023年11月8日閲覧。
34. ↑  ボーモント市との姉妹都市提携（米国テキサス州）. 別府市. 1985年5月20日. 2010年4月17日閲覧.